# Margaréta Vráblová
Margaréta Vráblová (2005) es una deportista eslovaca que compite en acuatlón.
Ganó dos medallas en el Campeonato Mundial de Acuatlón, bronce en 2021 y plata en 2023, y una medalla de plata en el Campeonato Europeo de Acuatlón de 2022.

## Palmarés internacional
| Campeonato Mundial | Campeonato Mundial           | Campeonato Mundial | Campeonato Mundial |
| Año                | Lugar                        | Medalla            | Prueba             |
| ------------------ | ---------------------------- | ------------------ | ------------------ |
| 2021               | Guijo de Granadilla (España) | Medalla de bronce  | Individual         |
| 2023               | Ibiza (España)               | Medalla de plata   | Individual         |
| Campeonato Europeo |                              |                    |                    |
| Año                | Lugar                        | Medalla            | Prueba             |
| 2022               | Bilbao (España)              | Medalla de plata   | Individual         |